# 小林宏武
小林 宏武（こばやし ひろたけ、1924年7月29日 - 2009年7月10日）は、日本の銀行家。

## 経歴
山梨県出身。1944年に名古屋高等商業学校を卒業し、1947年5月に山梨中央銀行に入行。1978年6月に取締役に就任し、1982年6月に常務、1984年6月に専務を経て、1991年6月には頭取に就任。1995年6月に会長を経て、2001年6月には相談役に就任。
2009年7月10日胃癌のために死去。84歳没。